# Doãn phu nhân (Tống Thái Tông)
Thục Đức Doãn Hoàng hậu (chữ Hán: 淑德尹皇后; ? - ?), là nguyên phối thê tử của Tống Thái Tông Triệu Quang Nghĩa, Hoàng đế nhà Tống trong lịch sử Trung Quốc.
Bà qua đời trước khi Triệu Quang Nghĩa làm Hoàng đế, vì vậy bà chưa bao giờ được làm Hoàng hậu khi còn sống. Thụy hiệu Hoàng hậu của bà được truy phong khi Triệu Quang Nghĩa đã lên ngôi.

## Tiểu sử
Thục Đức Hoàng hậu Doãn thị, nguyên quán ở huyện Nghiệp, Tương Châu (相州; nay là An Dương, Hà Nam), là con gái của Thứ sử của Trừ Châu (滁州) tên Doãn Đình Huân (尹廷勛), mẹ là Phù thị (符氏) người trong tộc của Phù Tồn Thẩm (符存審). Trong nhà bà có anh trai tên Doãn Sùng Kha (尹崇珂) giữ chức Tiết độ sứ và một người em gái không rõ tên, gả Triệu Diên Tiến (趙延進).
Bà là nguyên phối thê tử, được cử hành hôn phối chính thức nhưng không có với Triệu Quang Nghĩa bất cứ người con nào. Bà mất trước khi Triệu Quang Nghĩa đăng cơ, không rõ năm nào và thọ bao nhiêu tuổi.
Năm 976 Triệu Quang Nghĩa đăng cơ, tức Tống Thái Tông. Thái Tông truy phong cho Doãn thị làm Hoàng hậu, ban thuỵ hiệu là Thục Đức Hoàng hậu (淑德皇后), táng ở phía Tây Bắc của Hiếu Minh lăng (孝明陵). Cháu trai của bà Doãn Chiêu Cát (尹昭吉) làm đến Lạc Uyển sứ (洛苑使), Doãn Chiêu Tập (尹昭輯 làm đến Cung phụng quan (供奉官), rồi Hộp Các môn chỉ hầu (閤閣門祗候).
Sau khi Tống Thái Tông băng hà, Doãn thị được phối thờ ở Thái miếu cùng ông.